# Heinrich Lenhardt
Heinrich Lenhardt (* 1965 in Frankfurt am Main) ist ein deutsch-kanadischer Computerspielejournalist. Er lebt heute in Vancouver, Kanada.
1984 begann Heinrich Lenhardt beim Markt+Technik Verlag in Haar (bei München), als Redakteur bei der Zeitschrift Happy Computer zu arbeiten. Dort wurde er bald Hauptverantwortlicher für den Spieleteil. Drei Jahre später war dieser Teil der Hefte bereits so umfangreich, dass er einen eigenen Namen bekam: Power Play. Trotz einiger Sonderhefte und zum Ärger von Lenhardt und seiner Kollegen Boris Schneider, Martin Gaksch, Anatol Locker und Michael Hengst entschloss sich der Verlag, die Power Play als Bestandteil der Happy Computer beizubehalten. Als 1990 die Power Play schließlich doch als eigenständige Publikation veröffentlicht wurde, wurde Lenhardt ihr erster Chefredakteur.
Schon im folgenden Jahr verließ Lenhardt seine Wirkungsstätte. Nach kurzen Gastspielen bei Video Games, PC Review und Gamers gründete er Ende 1992 zusammen mit Boris Schneider die Zeitschrift PC Player, die sich schnell zum bestverkauften PC-Spielemagazin entwickelte. Ende 1996 bis Anfang 1997 war er Chefredakteur der kurzlebigen PC Xtreme, anschließend kehrte er zur PC Player zurück.
1998 übersiedelte Lenhardt in die Vereinigten Staaten nach Berkeley bei San Francisco und lebte dort bis 2001.
Von 2001 bis 2006 war er in Vancouver, Kanada ansässig. In Amerika war er als Auslandskorrespondent für verschiedene deutsche Spielezeitschriften tätig.
Im August 2006 kehrte Lenhardt nach Deutschland zurück, wo er sich im Raum Nürnberg niederließ und den Chefredakteursposten bei der Zeitschrift PC Action sowie die Leitung des MMO-Portals Buffed übernahm, die beide im Computec-Verlag aus Fürth erscheinen. Im August 2007 erschien auch erstmals die Zeitschrift buffed – das Magazin für Rollenspieler mit Lenhardt als Chefredakteur. Im September 2007 wurde er von Petra Fröhlich als Chefredakteur bei der PC Action abgelöst. 2008 zog Lenhardt wieder nach Vancouver, arbeitete von dort aus aber weiter mit dem buffed-Redaktionsteam zusammen. Am 30. November 2009 endete Lenhardts Angestelltenverhältnis zu Computec Media.
Am 13. August 2010 startete das recht kurzlebige Online-Portal Heldendaten, das Lenhardt mitkonzipierte und als Chefredakteur betreute. Hier schied er bereits Ende 2010 aus, ebenso als Gesellschafter der Playata GmbH, an deren Gründung er ebenfalls beteiligt gewesen war.
Von Februar bis Dezember 2011 übernahm Lenhardt die Leitung der Nordamerika-Niederlassung des deutschen Browserspiel-Anbieters Playa Games in Vancouver.
Ende 2012 war Lenhardt als Gast in einem Teaser für die Retrogaming-Komödie Brot und Spiele neben Thomas Limpinsel und Götz Otto zu sehen. 
Er leitete die Veröffentlichung mehrerer Chip-Sonderausgaben zum 25. Jubiläum der von ihm gegründeten Zeitschrift Power Play. In Nordamerika veröffentlichte er zuletzt „Game.Machines 1972 - 2012“ (ISBN 978-0-9878305-0-0), die erweiterte Ausgabe des Fachbuchs „Spielkonsolen und Heimcomputer“ von Winnie Forster.

## Podcasts
Seit dem 19. April 2009 betreibt Heinrich Lenhardt gemeinsam mit Jörg Langer den Spieleveteranen-Podcast, der sich vor allem um Retrogaming-Themen, aber auch um neuere Spiele dreht. Zur Stammbesetzung gehörten in den ersten Jahren, in denen ca. monatlich neue Folgen erschienen, die früheren Kollegen Boris Schneider-Johne, Anatol Locker und Winnie Forster, später kamen auch Redakteure wie Roland Austinat, Michael Hengst oder Mick Schnelle dazu. Als Gäste waren u. a. Rapper Smudo und Spieledesigner Guido Henkel zu hören. Anfang 2017 änderten Lenhardt und Langer nach 86 Folgen das Format des Podcasts, der seitdem über die Crowdfunding-Plattform Patreon finanziert wird und die beiden Podcaster mit wechselnden Gästen zusammenbringt, darunter Spieledesigner wie Richard Garriott, Ron Gilbert oder Ralf Glau. Der Veröffentlichungsrhythmus wurde auf zweiwöchentliche Erscheinung geändert, ab Mai 2020 erschien der Podcast wöchentlich.
Seit dem 10. April 2022 veröffentlicht Lenhardt auch eine lose Podcast-Gesprächsreihe namens Happy Computer Hour, in der er frühere Kollegen wie Horst Brandl oder Rolf Boyke interviewt.
Im April 2023 startete Lenhardt zusammen mit dem Filmemacher und Filmjournalisten Christian Genzel zusätzlich den Pixelkino-Podcast, der sich um Computerspiele dreht, die auf Filmen basieren, sowie um Computerspielverfilmungen. Als Gäste waren Regisseur Uwe Boll zu seiner Videospielverfilmung Alone in the Dark (2005) sowie Designer Rex Bradford zum Atari-Spiel Star Wars: The Empire Strikes Back zu hören.